# Psilocerea szunyoghi
Psilocerea szunyoghi là một loài bướm đêm trong họ Geometridae.